# حمله با چاقو ۲۰۱۶ در منیان‌ویل
در ۱۳ ژوئن ۲۰۱۶، یک افسر پلیس و همسرش که دبیر پلیس بود، در خانه خود در منیان‌ویل، فرانسه واقع در حدود ۵۵ کیلومتر (۳۴ مایل) غرب پاریس، با ضربات چاقو کشته شدند. مهاجم در سال 2013 به جرم ارتباط با گروهی که قصد اقدامات تروریستی را داشتند، محکوم شد. خبرگزاری اعماق متعلق به داعش، گفت که یک منبع ادعا کرده که داعش در پشت این حمله است، ادعایی که بعداً تأیید شد.
دادستان «فرانسوا مولینز» گفت که مهاجم به اسم «لاروسی آبالا»، به نظر می‌رسد او بر اساس دستور اخیر ابوبکر البغدادی برای «کشتن اشرار در خانه با خانواده‌هایشان» در ماه رمضان عمل کرد.
در ۱۸ ژوئن، دادستان فرانسه، دو مرد را به اتهام سوء ظن متهم کرد. یکی از آنها در ژانویه ۲۰۱۷ با آزادی مشروط تحت نظارت دادگاه آزاد شد.

## حمله
عصر روز ۱۳ ژوئن ۲۰۱۶، در شهر منیان‌ویل، فرانسه، ژان باتیست سالوینگ، یک افسر فرمانده پلیس ۴۲ ساله در ایستگاه پلیس لمورو، پس از کار به خانه خود در خبایان allée des Perdrix در حال بازگشت بود. حوالی ساعت ۸:۰۰ بعد از ظهر، یک جوان ۲۵ ساله، لاروسی آبالا، ماشین خود ۲۰ متری خانه مقتول پارک کرد و پشت دروازه جلوی خانه پنهان شد.
افسر پلیس حوالی ساعت ۸:۳۰ بعد از ظهر وارد خانه خود شد و آبالا بلافاصله به او حمله کرد، در حالی که " الله اکبر " فریاد می‌زد و او را دو بار چاقو زد. مقتول موفق به فرار به خیابان شد، در آنجا با همسایه ای روبه رو شد و از او خواست با اورژانس تماس گرفته و خود را تحت پوشش قرار دهد. آبالا با افسر پلیس دیگر درگیر شد و قبل از اینکه خود را در خانه مقتول محاصره کند، بارها چندین ضربه او را زد. هنگامی به داخل خانه مقتول رسید، او جسیکا اشنایدر، کارگر اداره ۳۶ ساله در ایستگاه پلیس مانت-اژولی، را با شکاف گلو به قتل رساند. فرزند سه ساله این زوج صدمه ای ندید.
داخل خانه، ساعت ۸:۵۲ بعد از ظهر، در حالی که واحدهای ویژه پلیس RAID و BRI در صحنه جرم یک طرح حمله را ترتیب دادند، آبالا از طریق تلفن همراه خود پخش زنده فیس بوک را آغاز کرد. آبالا در پخش مستقیم (استریم) ۱۳ دقیقه ای خود با ابو محمد عدنانی، سخنگوی داعش که به عنوان رهبر حملات نوامبر ۲۰۱۵ پاریس قلمداد می‌شود، بیعت کرد. وی با استناد به چندین شخصیت عمومی خواستار "حمله به پرسنل پلیس، روزنامه نگاران، چهره‌های عمومی و رپرهاً شد. وی همچنین با اشاره به مسابقات فوتبال جام ملت‌های اروپا ۲۰۱۶، که در آن زمان در فرانسه برگزار می‌شد، ادعا کرد "ما می‌خواهیم جام ملت‌های اروپا یک گورستان تبدیل کنیم". وی همچنین از فرزند این زوج که هنوز زنده بود گفت و گفت: "من هنوز نمی‌دانم با او چه کار خواهم کرد". در صحنه، تیم‌های پلیس اطراف خانه را تخلیه و قفل کردند. واحد ویژه RAID سعی در مذاکره با آبالا داشت. در طی این مذاکرات، آبالا گفت که او یک مسلمان تمرین کننده است، وی ماه رمضان را مشاهده می‌کند و سه هفته قبل با رهبر داعش ابوبکر البغدادی بیعت کرده‌است. او همچنین گفت که به تماس البغدادی برای "کشتن کافران، در خانه‌هایشان با خانواده‌شان" پاسخ داده‌است.
در اواخر شب، پس از تلاش‌های ناموفق در مذاکره با فرد مظنون و تهدیدهای مظنون که می‌گفت «اگر پلیس قصد ورود به خانه را داشته باشد، محل را منفجر می‌کنم»، واحد حمله RAID به همراه افسران BRI حدود ساعت ۱۲ نیمه شب وارد خانه شدند و آبالا را طی یک آتش‌سوزی کشتند. آنها جسد همسر افسر پلیس را پیدا کردند و پسر سه ساله آنان که در شوک فرورفته بود نجات دادند.

## مجرم
مهاجم، (به انگلیسی: Larossi Abballa) لاروسی آبالا، ۲۵ ساله، یک شهروند فرانسوی‌تبار مغربی از حومه مانت-اژولی بود. وی در مویلان-ان-ایولین فرانسه متولد شد. آبالا تا سال ۲۰۱۱ در زمینه سرقت و خشونت نزد پلیس سابقه داشت. در آن سال، آبالا، که در آن زمان ۲۰ سال داشت، به دلیل شرکت در گروهی که جهادگر برای رفتن به پاکستان و افغانستان آموزش می‌داد، دستگیر شد. آبالا و هفت مرد دیگر در سال ۲۰۱۳ در پاریس به جرم دست داشتن در این طرح محکوم شدند. آبالا به جرم «ارتباط جنایی با هدف تهیه اقدامات تروریستی» محکوم شد.
در ۳۰ سپتامبر ۲۰۱۳، آبالا به سه سال زندان محکوم شد، شش ماه از آن به حالت تعلیق درآمد. چون او قبلاً دو سال و دو ماه را در زندان به انتظار محاکمه گذرانده بود، پس از محکومیت آزاد شد. آبالا پس از آزادی چندین سال تحت نظر بود، اما این نظارت در سال ۲۰۱۵ پایان یافت. نیویورک تایمز با اشاره به سخنرانی العدنانی قبل از ماه رمضان در مورد اصرار به حمله به اروپا و ایالات متحده، این حمله را «مرتبط با دولت اسلامی» توصیف کرد.

## دادرسی دادگاه
در ۱۸ ژوئن، دادستان دو مرد را به نام شرف الدین ابروز و سعد راجراجی، که در سال ۲۰۱۳ به جرم «عضویت در یک گروه جهادی فرانسوی» محکوم شده بودند، متهم کرد، به این دلیل که آبالا «تنها عمل نمی‌کرد.» راجرجی در ژانویه ۲۰۱۷، با آزادی مشروط تحت نظارت دادگاه آزاد شد.

## واکنش‌ها
فرانسوا اولاند ، رئیس‌جمهور فرانسه گفت که این حمله «بدون شک» تروریسم است.
نخست‌وزیر فرانسه مانوئل والس در رادیو فرانس اینتر گفت: «من گفتم ما در جنگ بودیم، این جنگ یک نسل طول می‌کشد، طولانی خواهد بود.»
در ۳ اوت ۲۰۱۶، هر دو قربانی پس از مرگ با لژیون دونور، بالاترین نشان لیاقت فرانسه، به مقام قهرمانی رسیدند.

## حملات مشابه
در فوریه ۲۰۱۷، نیویورک تایمز گزارش داد که حمله مگنانویل بخشی از طرح چهار حمله چاقو دیگر در فرانسه در یک بازه ۱۳ ماهه بود.